# Liste der Kulturdenkmäler in Köngernheim
In der Liste der Kulturdenkmäler in Köngernheim sind alle Kulturdenkmäler der rheinland-pfälzischen Ortsgemeinde Köngernheim aufgeführt. Grundlage ist die Denkmalliste des Landes Rheinland-Pfalz (Stand: 3. April 2024).

## Einzeldenkmäler
| Bezeichnung                       | Lage                                                                 | Baujahr                            | Beschreibung | Bild                           |
| --------------------------------- | -------------------------------------------------------------------- | ---------------------------------- | --- | ------------------------------ |
| Katholische Kirche Christus König | Bahnhofstraße 3 Lage                                                 | 1931                               | expressionistisch inspirierter, gotisierender Saalbau, bezeichnet 1931, Architekt Karl Moser, Mainz; ortsbildprägend | Fotos hochladen                |
| Kruzifix                          | Bahnhofstraße, vor Nr. 3 Lage                                        | 18. oder 19. Jahrhundert           | Kruzifix, 18. oder 19. Jahrhundert, am barocken Sockel Sickinger Wappen, angeblich von 1744 | Fotos hochladen                |
| Hofanlage                         | Gaustraße 19 Lage                                                    | frühes 18. Jahrhundert             | Hofanlage; eingeschossiges spätbarockes Wohnhaus mit abgewalmtem Mansarddach, wohl aus dem frühen 18. Jahrhundert, Bruchsteinscheune 19. Jahrhundert | Fotos hochladen                |
| Evangelische Kirche               | Kirchgasse 1 Lage                                                    | zweite Hälfte des 14. Jahrhunderts | spätgotischer Saalbau, zweite Hälfte des 14. Jahrhunderts, mehrfach überformt; Priestergrabstein von 1383 | Fotos hochladen                |
| Alter Friedhof                    | Kirchgasse, bei Nr. 1 Lage                                           |                                    | ummauerter Alter Friedhof, belegt bis ins späte 19. Jahrhundert - Kriegerdenkmal 1870/71, obeliskartiger Pfeiler, um 1884/91 - Kriegerdenkmal 1914/18, Skulpturengruppe, 1920er Jahre, nach 1945 erweitert - in der Kirchhofmauer zwei barocke Grabsteine - Bruchstücke von Grabmälern des 19. Jahrhunderts | weitere Bilder Fotos hochladen |
| Stall                             | Römer, zu Nr. 2 Lage                                                 | um 1860                            | Viehstall; kreuzgratgewölbte dreischiffige Anlage, um 1860 | weitere Bilder Fotos hochladen |
| Hofanlage                         | Waldstraße 2 Lage                                                    | 18. und 19. Jahrhundert            | Dreiseithof, 18. und 19. Jahrhundert; Eckwohnhaus mit Zierfachwerk, um 1700, massives Erdgeschoss und Erweiterung angeblich um 1840, Querscheune 19. Jahrhundert, Kelterhaus und Pferdestall; zweiteilige Toranlage bezeichnet 1709 | Fotos hochladen                |
| Wohnhaus                          | Waldstraße 6 Lage                                                    | nach 1700                          | barockes Eckwohnhaus, teilweise Fachwerk, wohl bald nach 1700, zweiteilige Toranlage; Takenplattenfragment bezeichnet 1697, im Hof Backofen, um 1910, und Brunnen | Fotos hochladen                |
| Wasserbehälter                    | östlich des Ortes an der B 420; Flur An der Oppenheimer Straße Lage  | 1907                               | Jugendstiltypenbau aus Sandsteinbossenquadern, bezeichnet 1907, Architekt Wilhelm Lenz, Kulturinspektion Mainz | weitere Bilder Fotos hochladen |
| Grabmäler                         | nördlich des Ortes auf dem Friedhof; Flur Vor der Kirchenbrücke Lage | ab 1890                            | Friedhof 1890 angelegt - Grabmal Familie Daniel Regner († 1894): schlanke Stele mit akroterbesetztem Giebel - Grabmal Eheleute Peter Brückbauer († 1905): antikische Bekrönung, Laubrelief - Grabmal Familie Johann Gärtner († 1878): reich skulptierte gotisierende Bekrönung, um 1880 - Grabmal Eheleute Nikolaus Scherrer († 1901): festongeschmückter Giebel - Grabmal Eheleute Johann Best VI († 1903): Dreiecksgiebelverdachung mit Akroteren - Grabmal Eheleute Johann Philip Effner († 1904): Segmentgiebel mit Christuskopf - Grabmal Eheleute Johann Ernst Busch III († 1920): gedrungener Obelisk über Stele mit Engelskopf, um 1904 | weitere Bilder Fotos hochladen |